# Per-Sonat
Per-Sonat, in Eigenschreibweise PER-SONAT, ist ein 2008 von der Mezzosopranistin Sabine Lutzenberger und dem Traversflötisten Norbert Rodenkirchen gegründetes, auf die Aufführung mittelalterlicher Musik spezialisiertes Ensemble. Das Ensemble entstand aus einem gemeinsamen Musikprojekt der beiden Gründer zu Heinrich von Meißens Taugenhort heraus. Der Name des Ensembles steht für Durchtönt-Sein und ist inspiriert durch die Lektüre des Heiligen Augustinus.
Die Größe des Ensembles schwankt nach dem jeweiligen Programm und Repertoire zwischen zwei und acht Mitgliedern. Die Intention bei Aufführungen liegt einerseits „auf einer an den Originalquellen orientierten Interpretation, andererseits auf einer spannenden, vitalen und fundierten Ausdeutung der mittelalterlichen Lyrik.“ Dabei werden authentische Spieltechniken, historische Improvisation und Instrumentalbegleitung fantasievoll in die Darbietung einbezogen. Das Ensemble versucht den Zuhörer und Konzertbesucher in den Kontext der mittelalterlichen Musik einzuführen, „die so stark mit Religion, Philosophie und Dichtung verbunden“ ist.
Das Ensemble trat in vielen Ländern Europas (u. a. Frankreich, Holland, Italien, Spanien, Österreich, Belgien, Polen und Deutschland) bei Festivals für Alte Musik wie dem Festival Oude Muziek in Utrecht, dem Festival montalbâne in Freyburg an der Unstrut, dem Festival du Thoronet, den Laus Polyphoniae in Antwerpen oder bei den Tagen Alter Musik in Regensburg auf.
Das Ensemble hat seit 2008 sieben CDs beim Label Christopherus eingespielt.

## Mitglieder des Ensembles
- Marc Lewon (Laute, Gesang)
- Sabine Lutzenberger (Gesang, Blockflöte)
- Tobie Miller (Gesang, Drehleier, mittelalterliche Blockflöten)
- Christine Mothes (Gesang)
- Norbert Rodenkirchen (Flöte)
- Baptiste Romain (Vielle, Dudelsack)
- Elizabeth Rumsey (Vielle)